# Collsuspina (kommun)
Collsuspina är en kommun i Spanien.   Den ligger i provinsen Província de Barcelona och regionen Katalonien, i den östra delen av landet, 500 km öster om huvudstaden Madrid. Antalet invånare är 347. Arean är 15,1 kvadratkilometer. Collsuspina gränsar till Balenyà, Castellcir, Moià, Muntanyola och Tona. 
Terrängen i Collsuspina är kuperad åt nordost, men åt sydväst är den platt.